# 姜英宇
姜英宇（1960年1月—），男，吉林东丰人，中华人民共和国政治人物，中国人民解放军少将，曾任中共广西壮族自治区党委常委，中国人民解放军广西军区政委，中共十九大代表。